# Tathorhynchus camerounica
Tathorhynchus camerounica är en fjärilsart som beskrevs av Hayes 1980. Tathorhynchus camerounica ingår i släktet Tathorhynchus och familjen nattflyn. Inga underarter finns listade i Catalogue of Life.